# Lorenzo Rosseti
Valerio Lorenzo Rosseti, abrégé Lorenzo Rosseti, né le 5 août 1994 à Arezzo, est un footballeur italien. Il évolue au poste d'attaquant au Latina Calcio 1932.

## Carrière

### En club
Après deux précédents prêts à l'Atalanta Bergame et à l'AC Cesena, Lorenzo Rosseti est prêté une saison au FC Lugano lors de l'été 2016.

### En équipe nationale
Lorenzo Rosseti joue avec les moins de 18 ans, moins de 19 ans, moins de 20 ans, et enfin avec les espoirs italiens. Il inscrit deux buts avec les moins de 20 ans et un but avec les espoirs.

## Statistiques
| Saison                | Club                    | Championnat           | Championnat | Championnat | Coupe(s) nationale(s) | Coupe(s) nationale(s) | Total | Total |
| Saison                | Club                    | Division              | M.          | B.          | M.                    | B.                    | M.    | B.    |
| 2013-2014             | AC Sienne               | Serie B               | 27          | 6           | 3                     | 1                     | 30    | 7     |
| Sous-total            | Sous-total              | Sous-total            | 27          | 6           | 3                     | 1                     | 30    | 7     |
| 2014-2015             | Atalanta Bergame (prêt) | Serie A               | 1           | 0           | 1                     | 0                     | 2     | 0     |
| 2015-2016             | AC Cesena (prêt)        | Serie B               | 23          | 4           | 2                     | 0                     | 25    | 4     |
| 2016-2017             | FC Lugano (prêt)        | Super League          | 10          | 4           | 1                     | 0                     | 11    | 4     |
| Sous-total            | Sous-total              | Sous-total            | 34          | 8           | 4                     | 0                     | 38    | 8     |
| Total sur la carrière | Total sur la carrière   | Total sur la carrière | 61          | 14          | 7                     | 1                     | 68    | 15    |